# ادی استوهر
ادی استوهر (انگلیسی: Edi Stöhr؛ زادهٔ ۱۷ سپتامبر ۱۹۵۶) بازیکن فوتبال اهل آلمان است.
از باشگاه‌هایی که در آن بازی کرده‌است می‌توان به باشگاه فوتبال هرتابرلین اشاره کرد.